# 우케가와촌
우케가와촌(請川村)은 와카야마현 히가시무로군에 있던 촌이다. 현재의 다나베시 혼구초의 남부에 해당한다.

## 역사
- 1889년 4월 1일 - 정촌제 시행에 의해 11개 촌의 구역을 가지고 성립하였다.
- 1956년 9월 30일 -  혼구촌, 미사토촌, 요촌, 시키야촌의 일부와 합병해, 혼구정이 성립하여, 동일 우케가와촌은 폐지되었다.

## 참고문헌
- 角川日本地名大辞典 30 和歌山県